# Encarsia inquirenda
Encarsia inquirenda is een vliesvleugelig insect uit de familie Aphelinidae. De wetenschappelijke naam is voor het eerst geldig gepubliceerd in 1930 door Silvestri.